# Johannes Schaaf
Johannes Schaaf (7 de abril de 1933 – 1 de noviembre de 2019) fue un actor y director alemán.

## Biografía
Nacido en Stuttgart, Alemania, estudió medicina en Tubinga y Berlín. Sin embargo, en la década de 1950 trabajó como actor y ayudante de dirección en el Teatro Schauspielhaus de Stuttgart, pasando en 1958 al Teatro de Ulm, donde dirigió por vez primera. En 1962 se trasladó a Bremen.
En la siguiente década Schaaf se dio a conocer gracias a su trabajo en numerosas producciones televisivas y cinematográficas. Su película Tätowierung (1967) fue una de las primeras en abordar el conflicto generacional al comienzo del Movimiento estudiantil alemán de la época. Además de dirigir, también fue actor en repetidas ocasiones. Entre sus filmes como actor figuran Schlüsselblumen (1961), Die Möwe (1963), Alle Jahre wieder (de Ulrich Schamoni, 1967), Jaider – der einsame Jäger (de Volker Vogeler, 1970), Das falsche Gewicht (de Bernhard Wicki, 1970), Im Reservat (de Peter Beauvais, 1973), Der Kommissar – Sturz aus großer Höhe (de Michael Braun, 1975) y Wenn ich mich fürchte (de Christian Rischert, 1983). Además, en 1969 fue nombrado presidente del jurado del Festival Internacional de Cine de Berlín celebrado ese año.
En 1970 tuvo una exitosa reaparición teatral en el Residenztheater de Múnich con la obra Noche de reyes. En 1973 fue director interino del Teatro de Cámara de Múnich. En 1976 firmó un contrato para trabajar varios años como director contratado del Burgtheater de Viena, y en 1978 fue elegido miembro de la junta directiva del Schauspiel de Fráncfort del Meno junto a Wilfried Minks. Asumió el cargo en 1980, pero se fue tras desacuerdos en la gestión a finales de la temporada de 1981.
A partir de los años 1980 se especializó en la producción de espectáculos de teatro y ópera. Actuó en el Burgtheater de Viena, en el Teatro Schiller de Berlín, en el Residenztheater de Múnich y en el Festival de Salzburgo, donde representó Leonce und Lena, Nathan el Sabio y Las bodas de Fígaro. Desde mediados de la década se dedicó cada vez más a las representaciones operísticas, llevando a escena en el Festival de Salzburgo Capriccio (1985), El rapto en el serrallo (1987) y La flauta mágica (1991). En el Royal Opera House de Londres dirigió Idomeneo, rey de Creta y un ciclo de tres óperas de Lorenzo Da Ponte. Para la Ópera Estatal de Viena también representó las óperas de Wolfgang Amadeus Mozart Idomeneo (1987) y Così fan tutte (1989), ambas con dirección de Nikolaus Harnoncourt. Dirigió también en la Ópera Estatal de Baviera, en la De Nederlandse Opera y en el Staatstheater de Stuttgart, llevando a escena las óperas Lady Macbeth de Mtsensk, Wozzeck, Rigoletto, Simón Boccanegra, Hansel y Gretel, Falstaff y La dama de picas.
En la Ópera Estatal de Baviera, en Múnich, trabajó con la ópera Boris Godunov, que además se ensayó para la inauguración de la Nueva Ópera de Tel Aviv. En Estocolmo representó Otelo, en Ámsterdam dirigió Fidelio, El murciélago, Eugenio Oneguin y El rey Roger, de Karol Szymanowski. En el Teatro de ópera de Zúrich Johannes Schaaf representó Aida, de Giuseppe Verdi, y una versión muy aclamada de Oberón, de Carl Maria von Weber. Otra de sus más destacadas óperas fue Tosca, llevada a escena en la Ópera Semper de Dresde en 2009.
En los años 1967 y 1971 Schaaf recibió los Deutscher Kritikerpreis (Premios de la Crítica Alemana). Por Große Liebe se le otorgó en  1966 el Premio de la Academia Alemana de Artes Escénicas.
Johannes Schaaf falleció en Murnau am Staffelsee, Alemania, en 2019, a los 86 años de edad. Había estado casado con la actriz Rosemarie Fendel y, desde 1984 hasta su muerte, con la cantante de ópera Stella Kleindienst.
Su patrimonio se conserva en el Archivo de la Academia de las Artes de Berlín.

## Filmografía (selección)
- 1960 : Aufruhr (telefilm, actor)
- 1960 : Terror in der Waage (telefilm, actor)
- 1961 : Die Nashörner (telefilm, actor)
- 1961 : Zwischen den Zügen (telefilm, actor)
- 1961 : Unsere kleine Stadt (telefilm, actor)
- 1962 : Die Feuertreppe (telefilm, actor)
- 1963 : Ein ungebetener Gast (telefilm, director)
- 1964 : Hotel Iphigenie (telefilm, director)
- 1965 : Im Schatten einer Großstadt (telefilm, director)
- 1965 : Die Gegenprobe (telefilm, director)
- 1966 : Große Liebe (telefilm, director)
- 1965 : Der Mann aus dem Bootshaus (telefilm, director)
- 1967 : Alle Jahre wieder (actor)
- 1967 : Tätowierung (director, coguionista)
- 1970 : Erste Liebe (actor)
- 1971 : Trotta (director, productor, guionista, actor)
- 1971 : Das falsche Gewicht (telefilm, actor)
- 1971 : Jaider – der einsame Jäger (actor)
- 1973 : Traumstadt (director, coguionista)
- 1973 : Im Reservat (telefilm, actor)
- 1975 : Der Kommissar (serie TV), episodios Der Mord an Dr. Winter (director), Sturz aus großer Höhe (actor) y Der Held des Tages (actor)
- 1975 : John Glückstadt (actor)
- 1976 : Der Alte (serie TV), episodio Die Dienstreise (director, cameo)
- 1978 : Polizeiinspektion 1 (serie TV), episodio Die große Oper (actor)
- 1978 : Der Alte (serie TV), episodio Der Pelikan (director)
- 1983 : Wenn ich mich fürchte (actor)
- 1986 : Momo (director)